# Жири (община)
Община Жири (словен. Občina Žiri) — одна з общин в північно-західній Словенії. Адміністративним центром є місто Жири.

## Населення
У 2010 році в общині проживало 4916 осіб, 2400 чоловіків і 2516 жінок. Чисельність економічно активного населення (за місцем проживання), 2063 осіб. Середня щомісячна чиста заробітна плата одного працівника (EUR), 812,57 (в середньому по Словенії 966.62). Приблизно кожен другий житель у громаді має автомобіль (53 автомобілів на 100 жителів). Середній вік жителів склав 40,0 роки (в середньому по Словенії 41.6).